# Palleggiatore

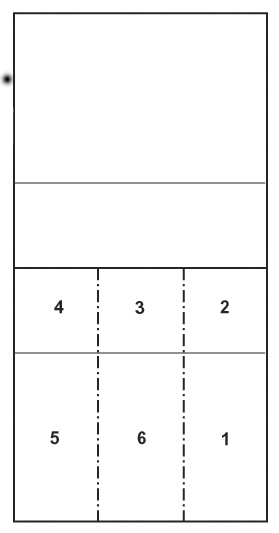
Zone del campo di gioco

Il palleggiatore (o alzatore) è uno dei ruoli della pallavolo.
La sua posizione iniziale nella formazione ne determina la cosiddetta "fase" (numerata da 1 a 6), da cui deriva la posizione degli altri atleti e i possibili schemi di gioco da poter attuare. A lui sono indirizzati tutti i palloni (provenienti dalla ricezione o dalla difesa) che dovranno essere smistati agli schiacciatori. Per questo motivo si parla del palleggiatore come del "regista" d'attacco della squadra. Deve essere un leader, non soltanto in campo, ma anche fuori. Deve possedere un patrimonio di capacità coordinative che deve essere il più ampio possibile, sulla cui base si può inserire un elevato livello della tecnica specifica del palleggio. È sicuramente il giocatore che coopera maggiormente con l'allenatore e ne condivide programmi e strategie.

## Caratteristiche del palleggiatore
- Precisione di palleggio: sia su alzate alte e lontane che su alzate vicine e veloci. È questa, sicuramente, la caratteristica più tipica dell'alzatore, che deve mettere i propri compagni di squadra in condizione di schiacciare in modo positivo. Il regolare rendimento di uno schiacciatore è, infatti, in larga misura frutto di una precisione costante nelle alzate che riceve.
- Intelligenza tattica: a parità di precisione di palleggio, quello che fa la differenza tra un regista e un altro, è la scelta del tipo di alzata, che può condizionare sostanzialmente il rendimento dei singoli attaccanti e, di conseguenza, di tutta la squadra. A ogni palleggio è necessaria una grande lucidità per sfruttare al massimo sia le potenzialità d'attacco dei propri schiacciatori, sia le debolezze difensive dell'avversario.
- Reattività negli spostamenti: necessaria in quanto raramente il palleggiatore si trova già in partenza nel punto di campo dove eseguirà effettivamente il secondo tocco e spesso è costretto, invece, a coprire parecchi metri di corsa per arrivare in posizione corretta sulla palla. Un alzatore con tempi di reazione modesti sarà frequentemente in ritardo e quindi, trovandosi fuori equilibrio, difficilmente riuscirà ad alzare palloni decenti ai propri attaccanti.
- Tocco di palla: morbido e naturale. Esistono essenzialmente due tipologie di alzatori: quelli che posseggono un tocco naturale di palleggio e quelli che, invece, se lo sono costruito negli anni con l'allenamento. La differenza sostanziale tra queste due categorie è che i primi hanno meno difficoltà a fronteggiare situazioni particolarmente stressanti mentre i secondi, in posizioni di scarso equilibrio o in condizioni di elevata tensione fisica e psicologica, tendono a "sporcare" il palleggio, che può anche diventare impreciso e falloso (fallo di doppia).
- Alta statura: l'altezza dei giocatori è diventata di importanza determinante (o se è di bassa statura il giocatore deve possedere una buona elevazione), soprattutto per poter contrastare a muro gli attacchi avversari . Anche i palleggiatori hanno risentito di questa tendenza, tenendo conto, poi, del fatto che l'alzatore, quando è in prima linea, dovrà murare l'attacco dello schiacciatore laterale della squadra avversaria.

## Il lavoro del regista

L'italiano Paolo Tofoli (a sinistra), regista della generazione di fenomeni, alza un primo tempo.

L'alzatore deve tenere in considerazione molti aspetti specifici, determinati dall'andamento della partita in corso. Deve:
- cercare la condizione tattica per cui l'attaccante più forte si trovi a schiacciare sul giocatore a muro più debole della squadra avversaria;
- privilegiare le alzate che si sono rivelate più efficaci in allenamento;
- insistere sullo stesso tipo di alzata se l'avversario non riesce ad arginare l'attacco che ne consegue (finché non adotta contromisure adeguate) e, viceversa, cambiare sistematicamente il tipo di alzata se l'avversario mostra una certa facilità di replica;
- cercare di essere fantasiosi nella scelta delle varie alzate (utilizzando gli schemi provati in allenamento) per risultare imprevedibili nei confronti del muro e della difesa avversaria;
- se i giocatori a muro avversari non hanno buone capacità di spostamento, sfruttare tutta l'ampiezza della rete per obbligarli a muoversi il più possibile;
- utilizzare, nei momenti decisivi del set, gli schiacciatori più "freddi" e determinati della propria squadra e, in gioco, più spesso gli schiacciatori con il miglior rendimento;
- cercare di alzare il maggior numero di palloni in sospensione per rendere più difficile l'intervento del muro avversario;
- non trascurare gli attacchi di "secondo tocco" per obbligare il muro avversario a mantenere fino all'ultimo momento la posizione davanti al palleggiatore ritardando, quindi, il piazzamento sugli schiacciatori;
- sfruttare la visione periferica per controllare l'eventuale piazzamento anticipato del muro avversario e, di conseguenza, evitare certi tipi di alzate.
- prestare attenzione alla sua posizione iniziale di prima o seconda linea, quest'ultima limitandolo in alcuni attacchi fino a ottenere una suddivisione sostanziale tra le sei possibili "fasi" (alzatore di "prima" o di "seconda"), al punto che è piuttosto frequente che la squadra o l'allenatore rammenti sulla posizione di prima o seconda linea dell'alzatore avversario, in modo da predisporre il gioco adeguato.